# Бунай
Бунай (тадж. Бунай) — сельский населённый пункт (тадж. деҳа) в Ванджском районе Горно-Бадахшанской автономной области Республики Таджикистан. 
Административно относится к сельской общине (джамоату) Джовидон, его административный центр.
Расположен в высокогорном районе. Расстояние от села до районного центра (село Ванч) — 10 км.  
Население — 2021 человек (2017 г.), таджики. 